# Naomi Seibt
Naomi Seibt (Münster, 18 de agosto de 2000) es una activista alemana, conocida por sus cuestionamientos y negacionismo del cambio climático. Trabaja para The Heartland Institute, el cual la publicita como la Anti-Greta (refiriéndose a la activista ambiental sueca Greta Thunberg). Ha sido ponente en múltiples eventos organizados por los think tanks conservadores. 

## Primeros años
En una entrevista del 19 de febrero de 2020 con Die Weltwoche, Seibt dijo que se interesó por la política en 2015 cuando tenía 14 años y comenzó a asistir a eventos políticos con su madre. En ese momento era crítica con la Unión Demócrata Cristiana de Alemania (CDU). Seibt vive en un suburbio de Münster, Renania del Norte-Westfalia, con su hermana y su madre —una abogada— quien, según The Guardian, «ha representado a políticos» del partido de extrema derecha Alternativa para Alemania (AfD).
Se graduó en septiembre de 2017 a los 16 años en St. Mauritz Catholic High School. Ella y otros tres estudiantes compartieron una puntuación 1.0 en Abitur. Mientras asistía a esa escuela obtuvo un primer puesto en física durante el Jugend forscht en la división junior llamada Experimento de los estudiantes, y un segundo puesto en matemáticas.

## Trayectoria
Cuando Seibt tenía dieciséis años, su poema sobre el nacionalismo A veces guardo silencio fue publicado en el blog anti-islamización de David Berger, Philosophia Perennis, como parte de un concurso de AfD.
Desde mayo de 2019, Seibt suele grabar vídeos en YouTube con su teléfono móvil sobre temas que van desde la «migración al feminismo y el cambio climático». En ellos se autodenomina «realista del clima».
El 4 de noviembre de 2019, el Süddeutsche Zeitung, uno de los periódicos más importantes de Alemania, describió su aparición al final de la Conferencia Internacional sobre el Clima y la Energía del Instituto Europeo para el Clima y la Energía (EIKE), celebrada en Múnich el 2 de noviembre, diciendo: «Tienen su propia Greta. Una Greta que niega el cambio climático». En su discurso, Seibt dijo que antes de empezar a cuestionar muchas cosas, como el feminismo y el socialismo cultural, ella también era una «alarmista climática».
El 3 de diciembre de 2019 Seibt habló como invitada en el Foro de Realidad Climática de Madrid, un foro organizado para rebatir las advertencias de las Naciones Unidas sobre el cambio climático, mientras que Greta Thunberg habló en la Conferencia de las Naciones Unidas sobre el Cambio Climático de 2019 (COP25) a varios kilómetros de distancia. En 2019, AfD de Alemania había adoptado la negación del cambio climático como parte de su campaña política en Europa, y por lo tanto, también se alineó con EIKE. Seibt fue la única mujer invitada a hablar en un evento que «tradicionalmente está dominado por hombres mayores».
Seibt habló anteriormente en el Heartland Institute, y en la Conservative Political Action Conference (CPAC) en Maryland, habló con un centenar de conservadores. Seibt desestimó las acusaciones de que ella es una «marioneta de la derecha o de los negadores del clima o del Heartland Institute».
Ella ha declarado lo siguiente:

El objetivo [de los científicos del clima] es avergonzar a la humanidad. El alarmismo sobre el cambio climático en su esencia es una ideología despreciablemente antihumana y se nos dice que miremos nuestros logros con culpa, con vergüenza y disgusto, y ni siquiera que tengamos en cuenta los muchos beneficios importantes que hemos logrado al utilizar los combustibles fósiles como nuestra principal fuente de energía.

Un artículo del 28 de febrero de 2020 en The Guardian publicó que Seibt se inspiró en el nacionalista blanco de derecha alternativa Stefan Molyneux, después de conocer sus blogs.

## Imagen
Seibt se ha posicionado como una bloguera conservadora que está siendo promocionada como la Anti-Greta, en respuesta a Greta Thunberg, alineándose con Alternativa para Alemania (AfD). Esta imagen ha sido propagada por el Heartland Institute comparándola con Greta en campañas promocionales contra el cambio climático.
Una investigación conjunta de Correctiv y Frontal21 reveló que James Taylor, del Heartland Institute, consideró a Seibt como la estrella de su «estrategia mediática para las masas», en su «lucha contra las medidas de protección del clima» que «necesita una imagen mejor», para «alejarse de los viejos blancos y en su lugar mostrar a una generación más joven».

## Medios de comunicación
El Neue Zürcher Zeitung (NZZ) describió a Seibt como una «youtuber de derechas» que «ataca la ciencia climática en sus videos». The Guardian la describió como una «llamada» «influenciadora de YouTube».
En una entrevista con el Post, el director del Laboratorio de Investigación Forense Digital, Graham Brookie comentó el enfoque de Seibt sobre el mensaje de Thunberg acerca del clima, en el que contrarresta el «quiero que entres en pánico» de Thunberg, diciendo en un video publicado en el sitio web de Heartland que «no quiero que entres en pánico. Quiero que pienses». Brookie dijo, aunque «no es una desinformación total, se asemeja a un modelo que usamos llamado las 4d's —descartar el mensaje, distorsionar los hechos, distraer a la audiencia, y expresar desesperación por todo el asunto. La táctica pretende crear una equivalencia entre los portavoces y el mensaje. En este caso, es una falsa equivalencia entre un mensaje basado en la ciencia climática que se hizo viral orgánicamente y un mensaje basado en el escepticismo climático tratando de ponerse al día usando la promoción pagada».